# بط صفار أسود المنقار
بط صفار أسود المنقار أو بط صفار الهند الغربية أو البط الصفار الكوبي (الاسم العلمي: Dendrocygna arborea)، هو نوع من الطيور يتبع جنس بط صفار ضمن رتبة الإوزيات. ينتشر في جزر الهند الغربية في منطقة الكاريبي.